# Мост Хораса Уилкинсона
Мост Хораса Уилкинсона (англ. Horace Wilkinson Bridge), также известный как Новый мост (англ. New Bridge), — автомобильный мост через реку Миссисипи, соединяющий город Батон-Руж (столицу штата Луизиана, административный центр прихода Ист-Батон-Руж) с расположенным на западном берегу реки городом Порт-Аллен (административным центром прихода Уэст-Батон-Руж). По мосту проходит межштатная автомагистраль I-10.

## Конструкция
Мост Хораса Уилкинсона — консольный ферменный мост, изготовленный из стальных конструкций. Длина моста — 1387 м, основной пролёт составляет 376,7 м. Общая длина моста вместе с подъездами — 4313 м.
По мосту проходят шесть полос автомобильного движения межштатной автомагистрали I-10. Ширина моста — 24 м, высота нижней части основного пролёта над водой — 53 м. Тем самым он является самым высоким из всех мостов через реку Миссисипи.

## История

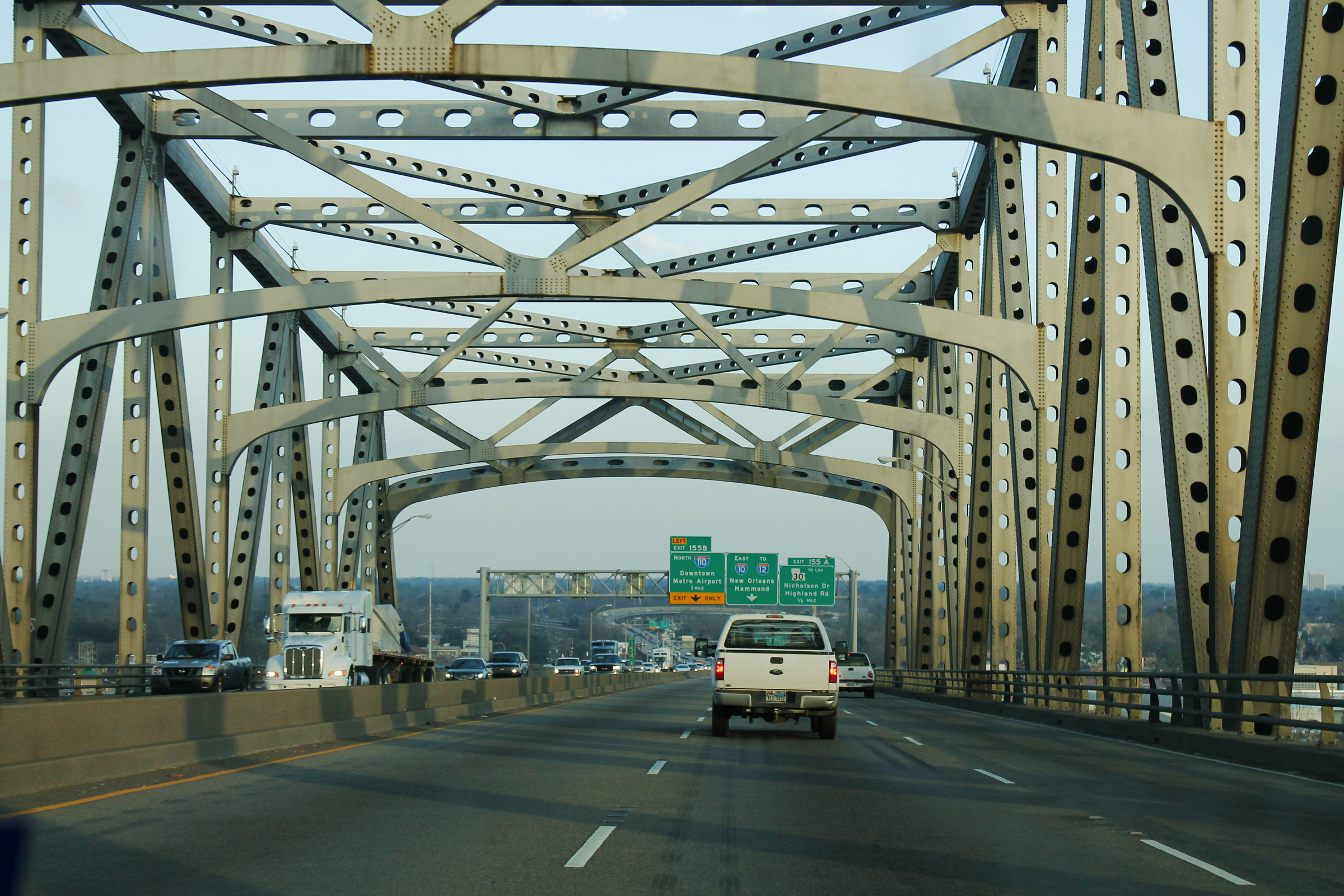
Автомобильное движение на мосту Хораса Уилкинсона

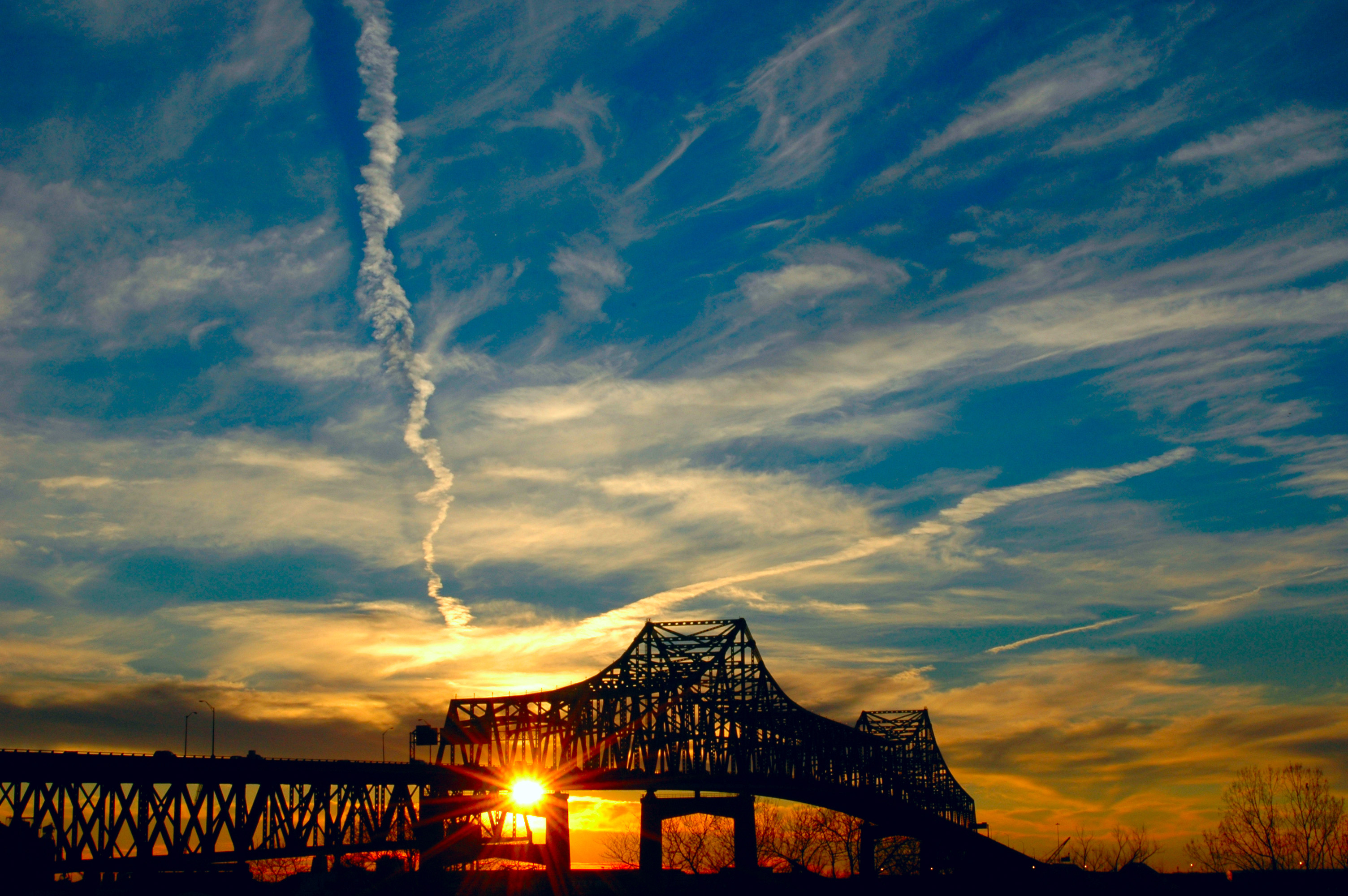
Мост Хораса Уилкинсона на закате солнца

В 1960 году Департамент автомобильных дорог Луизианы поручил компании «Modjeski and Masters» изучить вопросы, связанные со строительством автомобильного моста через реку Миссисипи в районе города Батон-Руж, который должен был стать частью межштатной автомагистрали I-10. Строительство связанной с мостом инфраструктуры началось 21 марта 1963 года, а в январе 1966 года началось возведение мостовых конструкций. Строительство моста было завершено в 1968 году, официальное открытие состоялось 10 апреля 1968 года. Затраты на возведение моста составили 46 миллионов долларов, и ещё 7,1 миллиона долларов было потрачено на связанную с этим модификацию шоссе штата Луизиана LA 1 в районе его пересечения с I-10.
В 1968 году Легислатура Луизианы приняла постановление, согласно которому новый мост получил название «мост Хораса Уилкинсона» (англ. Horace Wilkinson Bridge). Он был назван в честь сразу трёх луизианских политиков, носивших имя «Хорас Уилкинсон», — отца, сына и внука, в общей сложности проработавших в легислатуре штата 54 года. Жители Батон-Ружа и окрестностей часто называют мост Хораса Уилкинсона «новым мостом», чтобы отличить его от расположенного выше по течению «старого моста» — автомобильно-железнодорожного моста Хьюи Лонга, введённого в эксплуатацию в 1940 году.
Количество автомобилей, проезжающих по мосту Хораса Уилкинсона, неуклонно увеличивается: если в 1995 году их среднее количество в день составляло 79 894, то в 2013 году — уже 102 350. Поскольку это приводит к автомобильным пробкам и большим потерям времени, рассматривается возможность постройки третьего моста в районе Батон-Ружа, который, скорее всего, будет платным. По состоянию на сентябрь 2021 года, был проведён анализ мест, где мог бы располагаться этот мост, и были предложены 17 возможных вариантов. К концу 2023 года число вариантов было сокращено до трёх, все они находятся в приходе Айбервилл, ниже по течению от моста Хораса Уилкинсона. Предполагается, что окончательное решение о местоположении будущего моста будет принято в начале 2025 года.